# NHL 드래프트

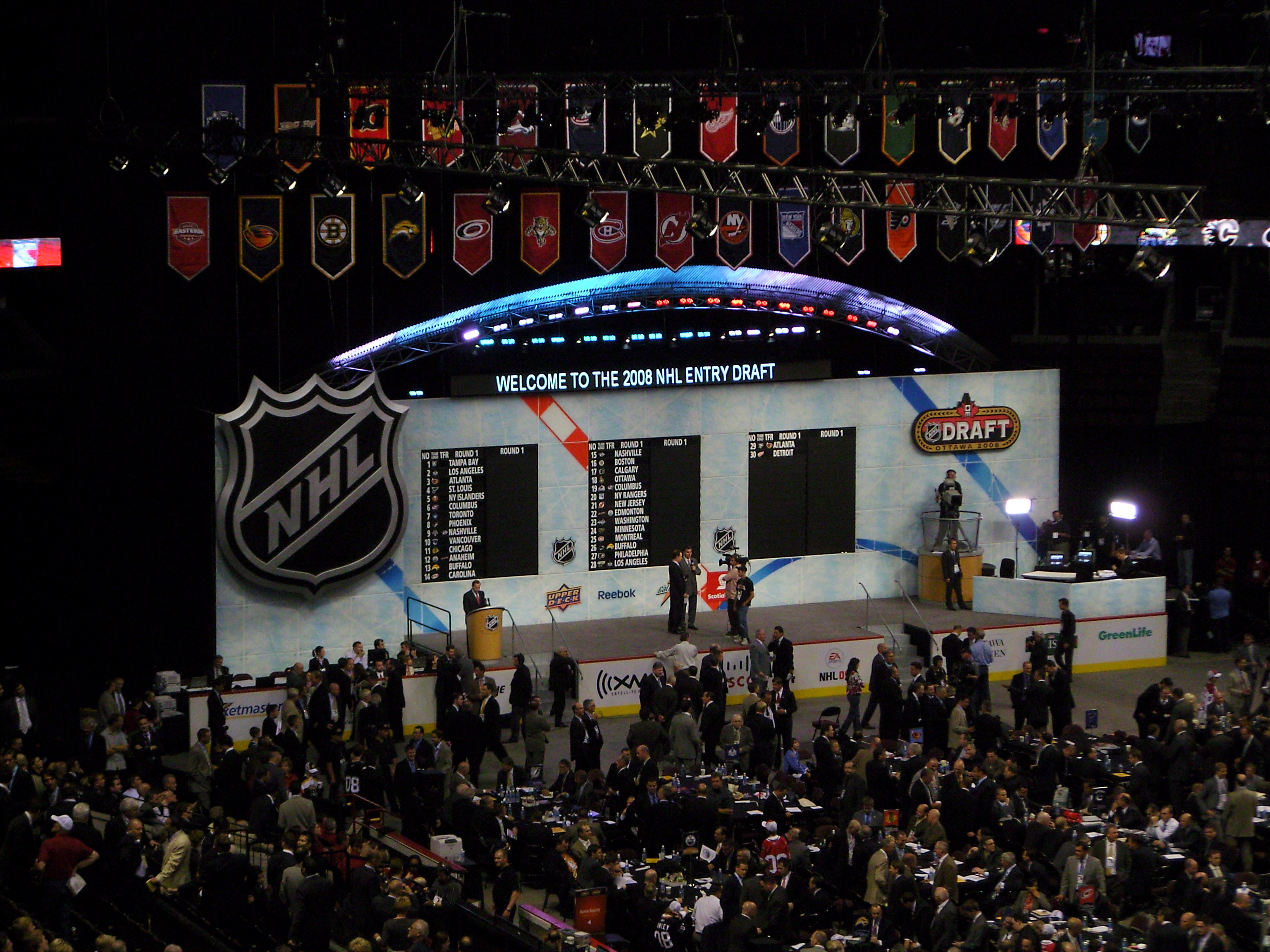
2008 NHL 드래프트의 모습

NHL 드래프트(NHL Entry Draft)는 미국 프로 하키 NHL에서 행해지고 있는 드래프트이다.
제1회 드래프트는 1963년 개최되었으며 그 뒤로 매년 개최되고 있다. 1979년까지의 이 드래프트의 이름은 NHL 아마추어 트래프트(NHL Amateur Draft)였다. 이 엔트리 드래프트는 1980년부터 공개 행사로만 이루어졌고 1984년부터는 텔레비전 방송을 통해 진행되고 있다.